# 哈拉尔德·楚达伊
哈拉尔德·楚达伊（德語：Harald Czudaj，1963年2月14日—），德国男子雪车运动员。他曾代表德国参加1992年、1994年和1998年冬季奥林匹克运动会雪车比赛，其中1994年冬季奥运会获得一枚金牌。